# Doti (distrito)
Doti é um distrito da zona de Seti, no Nepal.